# Foshan Suning Plaza Tower 1
La Foshan Suning Plaza Tower 1 est un gratte-ciel en construction à Foshan en Chine. Il s'élèvera à 318 mètres.